# Zenon von Verona
Zeno(n) (* in Nordafrika; † 12. April 371 oder 372) ist ein Heiliger der katholischen und der orthodoxen Kirche und war Bischof von Verona.

## Leben und Werk

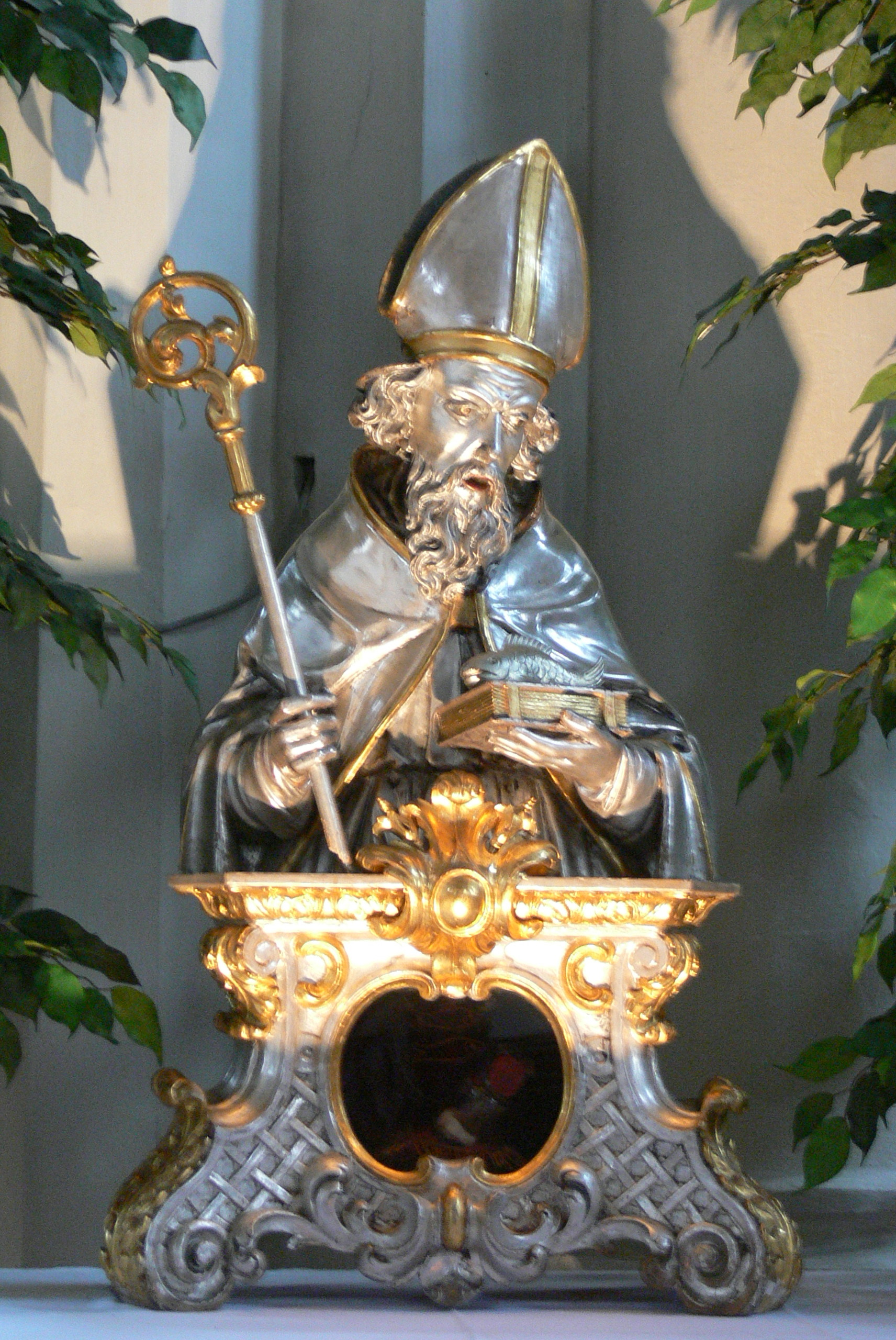
Zenon von Verona, Büste (1740) in Bad Reichenhall

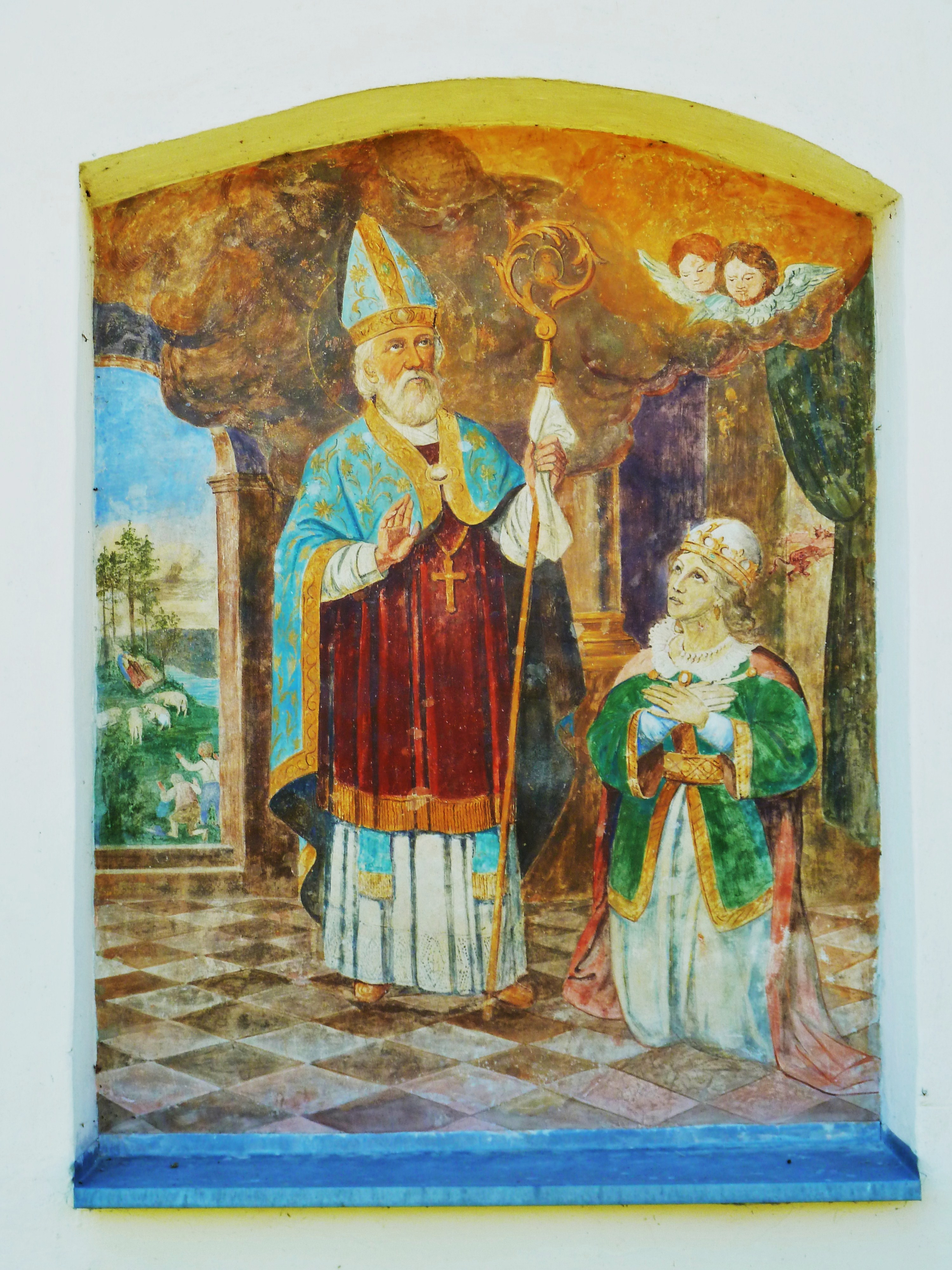
Darstellung des hl. Zeno an der Außenwand (Apsis) der katholischen Pfarrkirche Kappel an der Drau. Der Heilige heilt die vom Teufel besessene Tochter des Kaisers Gallienus.

Zenon war mauretanischer Herkunft. Sein Name leitet sich vom griechischen Göttervater Zeus ab, doch waren solche alten Namen (wie etwa auch Origenes) unter spätantiken Christen nichts Besonderes. Von seinem Leben vor seiner Wahl zum Bischof ist nichts Gesichertes bekannt. Berichte, in denen er als Fischer an der Etsch lebte und dort von Boten des römischen Kaisers Gallienus gefunden wurde, um dessen Tochter durch Gebete zu heilen, sind eine spätere hagiografische Erfindung – schon allein deshalb, weil Gallienus 100 Jahre früher lebte. Gesichert scheint nur seine Herkunft und eine Palästinareise vor seiner Wahl zum Bischof.
Am 8. Dezember 362 wird Zenon als Nachfolger des Cricinus achter Bischof von Verona. Gerühmt werden von christlichen Autoren seine unerschrockene Tatkraft gegen das wieder erstarkende Heidentum unter Julian und sein Kampf gegen die Anhänger des Arianismus. Er gilt als großer Prediger und Gelehrter. Zenon scheint recht gute Kenntnisse der antiken Philosophen, Dichter und Rhetoriker besessen zu haben. Allein seine Predigten und seine Ausstrahlung sollen, so heißt es, viele Heiden und Juden zum Christentum bekehrt haben. Als einer der Ersten trat er für die Lehre von der Jungfräulichkeit Marias ein.
Die Berichte über sein Leben sind topisch, weshalb fast nichts Verlässliches bekannt ist. Er soll in Armut und Frömmigkeit gelebt haben und was er besaß, an die Armen weitergeleitet oder für die Mission verwendet haben. Auch als Bischof soll er seinen Lebensunterhalt noch als Fischer an der Etsch verdient haben. Die moderne Forschung hält diese Angaben für spätere fromme Erfindungen.
Obwohl er oft als Märtyrer dargestellt wird, geht man davon aus, dass er nicht als Märtyrer gestorben ist. Sein Grab befindet sich (jetzt) in der Bischofskirche zu Verona. Hier setzte wohl schon kurz nach seinem Tod die Verehrung ein.

## Nachwirken
In Verona ist Zenon die Kirche San Zeno Maggiore geweiht. Über Zenons Grab wurde schon bald nach dessen Tod eine Kirche errichtet, die wegen der hier angeblich sich ereignenden Wunder große Berühmtheit und eine gewisse legendenhafte Verklärung erlangte. So soll bei einer Überschwemmung laut Gregor dem Großen das gesamte Stadtgebiet außer dieser Kirche unter Wasser gestanden haben.
Auch ein Kloster wurde Zenon zu Ehren in Verona gestiftet. In Rom gibt es als Anbau an die Basilika Santa Prassede eine Zenokapelle, in der ein Großteil seiner Reliquien aufbewahrt werden.

## Schriften
Als Autor war Zenon offenbar sehr produktiv, 93 seiner Traktate sind bis heute überliefert. Es ist allerdings umstritten, ob alle ihm zugeschriebenen Schriften tatsächlich aus seiner Hand stammen.

## Zenon als Heiliger
- Attribute: Angelrute, Korb oder Buch mit zwei Fischen
- Die Darstellung erfolgt überwiegend als Bischof in Pontifikalkleidung mit Buch und Stab.
- Er ist der Patron von Verona und der Kathedrale von Pistoia; er wird angerufen, wenn Kinder schlecht gehen und sprechen lernen und bei Überschwemmungen, gegen Wildwasserschäden.
- Sein Gedenktag ist in den orthodoxen und katholischen Kirchen am 12. April, in Chur wird er am 2. September, in Verona am 21. Mai begangen.[1]

## Verehrung im deutschsprachigen Raum
Zu den ersten Verehrern gehörte hier der heilige Korbinian von Freising. In Südtirol ließ er ihm in Mais (heute Zenoberg bei Meran) eine Kirche errichten. Seit dem 8. und frühen 9. Jahrhundert ist der Heilige Patron von Zenokirchen beispielsweise in Isen, Radolfzell, und Herrischried und auch des Klosters Sankt Zeno in Reichenhall. Die Urpfarre des Rosentales in Kärnten in Kappel an der Drau ist ebenfalls dem heiligen Zeno geweiht. 806 sollen Reliquien des hl. Zeno von Verona nach Kappel gekommen sein. Auch die Pfarrkirche Hafnerbach ist dem heiligen Zeno geweiht und dort wird sein Fest am 2. Sonntag nach Ostern feierlich begangen.